# Come le foglie (poesia)
Come le foglie  è una poesia del poeta greco Mimnermo, in distici elegiaci, giuntaci, probabilmente integra, tramite l'Antologia di Stobeo.
In questo testo il poeta si sofferma nuovamente sul discorso di antitesi tra i divertimenti della giovinezza e l'incombenza triste della vecchiaia. La poesia è scritta in distici elegiaci.
ἔαρος, ὅτ’ αἶψ’ αὐγῇς αὔξεται ἠελίου,

τοῖς ἴκελοι πήχυιον ἐπὶ χρόνον ἄνθεσιν ἥβης

τερπόμεθα, πρὸς θεῶν εἰδότες οὔτε κακόν

οὔτ’ ἀγαθόν· Κῆρες δὲ παρεστήκασι μέλαιναι,

ἡ μὲν ἔχουσα τέλος γήραος ἀργαλέου,

ἡ δ’ ἑτέρη θανάτοιο· μίνυνθα δὲ γίγνεται ἥβης

καρπός, ὅσον τ’ ἐπὶ γῆν κίδναται ἠέλιος.

αὐτὰρ ἐπὴν δὴ τοῦτο τέλος παραμείψεται ὥρης,

αὐτίκα δὴ τεθνάναι βέλτιον ἢ βίοτος·

πολλὰ γὰρ ἐν θυμῷ κακὰ γίγνεται· ἄλλοτε οἶκος

τρυχοῦται, πενίης δ’ ἔργ’ ὀδυνηρὰ πέλει·

ἄλλος δ’ αὖ παίδων ἐπιδεύεται, ὧν τε μάλιστα

ἱμείρων κατὰ γῆς ἔρχεται εἰς Ἀΐδην·

ἄλλος νοῦσον ἔχει θυμοφθόρον· οὐδέ τίς ἐστιν

ἀνθρώπων ᾧ Ζεὺς μὴ κακὰ πολλὰ διδοῖ»
fiorito della primavera nascono

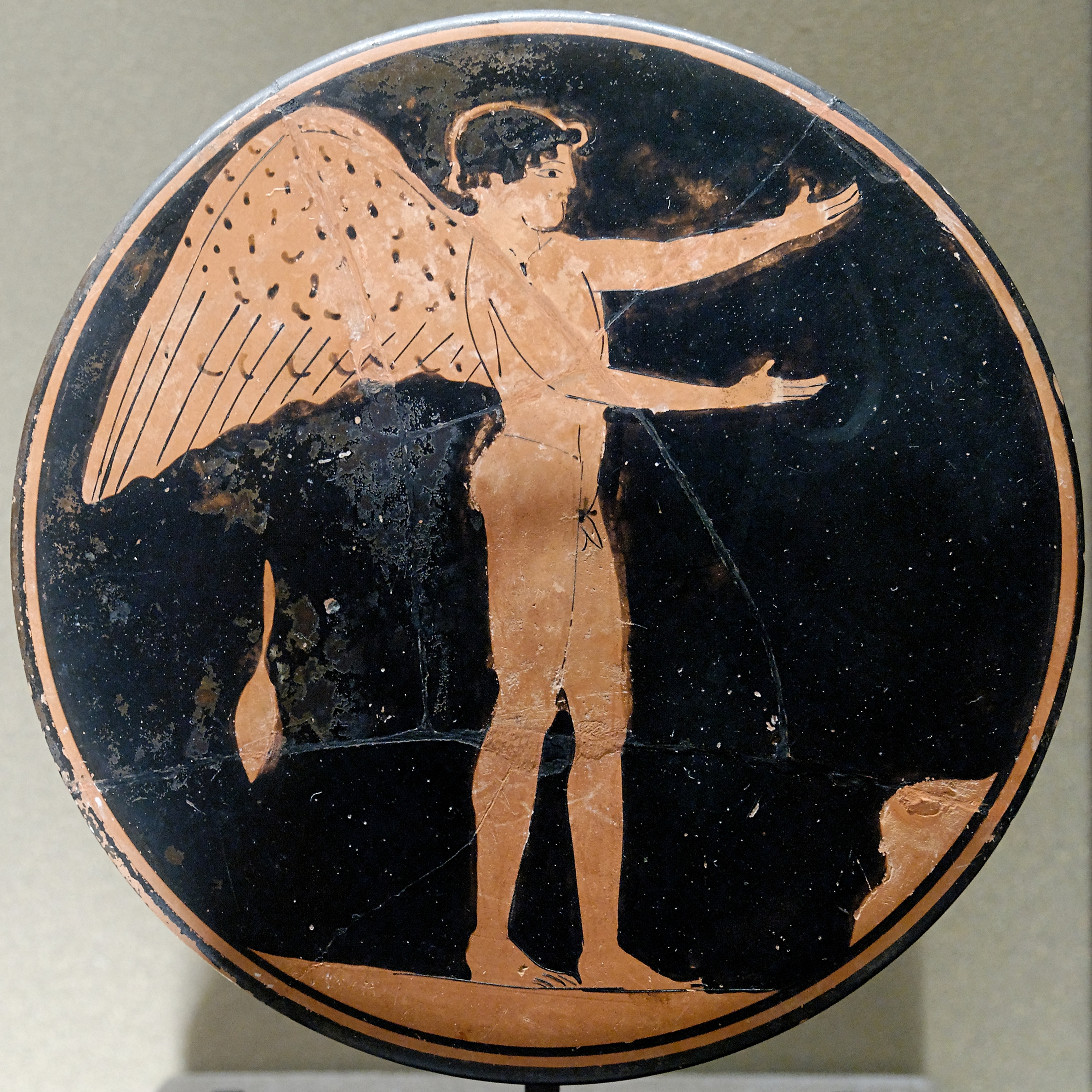
Rappresentazione (circa 470–450 a.C.) di Eros

e ai raggi del sole rapide crescono,

noi simili a quelle per un attimo

abbiamo diletto del fiore dell’età,

ignorando il bene e il male per dono dei Celesti.

Ma le nere dèe ci stanno a fianco,

l’una con il segno della grave vecchiaia

e l’altra della morte. Fulmineo

precipita il frutto di giovinezza,

come la luce d’un giorno sulla terra.

E quando il suo tempo è dileguato

è meglio la morte che la vita.»
(Trad. Salvatore Quasimodo)
Il testo inizia con il paragone senza tempo tra uomini e foglie, ricorrente nella letteratura ed è di stampo omerico. 
Omero, infatti, nel VI libro dell'Iliade, durante l'incontro tra Diomede e Glauco, paragona le generazioni degli uomini alle foglie: 
(Omero, Iliade, VI, vv. 146-149; trad. Rosa Calzecchi Onesti)
Tuttavia sono evidenti anche le differenze: nel discorso di Glauco la precarietà dell'uomo si applicava alle stirpi e al significato della loro presenza sulla terra, in Mimnermo, invece, al ciclo breve della vita individuale. Inoltre, se nell'Iliade le generazioni sono paragonate al cadere delle foglie con una immagine dinamica in cui nuove foglie nascono e che si conclude con la visione della primavera, nel frammento 2 West il dato pittoresco viene appena ricordato, dopo il poeta si abbandona in una triste riflessione che termina con le figure delle nere Parche, quindi un'immagine di morte. A partire da reminiscenze omeriche il poeta affronta le tematiche che più gli stanno a cuore: la fugacità della giovinezza e l'incombere della vecchiaia. Dal punto di vista formale si nota che le parole-chiave sono poste in rilievo grazie alla loro collocazione nel testo, alla fine (come ὢρη, ἠελίου, ἣβης, rispettivamente alla fine dei vv. 1-3) o all'inizio, come il pronome ἡμείς al v. 1, che afferma l'universalità delle tematiche trattate, da cui nessun uomo può sentirsi escluso: noi tutti siamo come foglie, e tanto caduca è la nostra esistenza. 
I termini scelti, attinti dal mondo naturale, suggeriscono un'identificazione tra la vita umana e il ciclo della natura. Nel componimento è evidente l'angoscia del poeta: a differenza di Pohlez altri studiosi, quali Jaeger, sostengono che non possa intendersi come l'analogo invito oraziano al carpe diem: per l'uomo "morte, vecchiaia, malattia, sfortuna, e quant'altro lo insidia, si fanno minacce gigantesche, e chi cerca di sottrarsi loro col godimento momentaneo, ne porta tuttavia la spina sempre confitta nel cuore". 
Nel v. 10 ricorre un tema molto diffuso nel pessimismo greco, che si ritrova in Bacchilide:"per l'uomo/ molto meglio non esser nato,/ non avere mai visto la luce/ del sole; in Erodoto:" meglio è per l'uomo morire piuttosto che vivere; in Sofocle:"Non essere nati è condizione/ che tutto supera; ma poi, una volta apparsi,/ tornare al più presto colà donde si venne,/ è certo il secondo bene". Tuttavia in Mimnermo esso assume una connotazione differente: egli ritiene preferibile la morte, ma solo quando la giovinezza è ormai trascorsa. 

## Riprese letterarie
La similitudine con le foglie, di derivazione omerica, ha avuto grande successo nella letteratura di tutti i tempi. Nel mondo greco il paragone viene ripreso da Semonide di Amorgonel frammento 10 D.,in cui il poeta, nel riferimento alla precarietà umana, sottolinea l'inconsapevolezza degli uomini, che sono così sciocchi da ritenersi eterni. Ma la più famosa riscrittura è quella di Virgilio che nel VI libro nell'Eneide utilizza questa immagine per descrivere la moltitudine delle anime accalcate sulla spiagge dell'Acheronte, aspettando di essere traghettate da Caronte; la similitudine virgiliana ritorna nel III canto dell'Inferno di Dante. Il tema dello scorrere del tempo ricorre poi in un sonetto di Shakespeare, che presenta l'immagine di un albero privo di foglie. Altrettanto celebre è la lirica di Giuseppe Ungaretti Soldati (1918), in cui con estrema incisività il poeta esprime la precarietà della condizione umana, ancora più fragile in tempi di guerra. Anche Leopardi riprende poi l'immagine delle foglie quali simbolo della caducità umana nel Frammento XLI dei Canti.